# Bernal-Sphäre

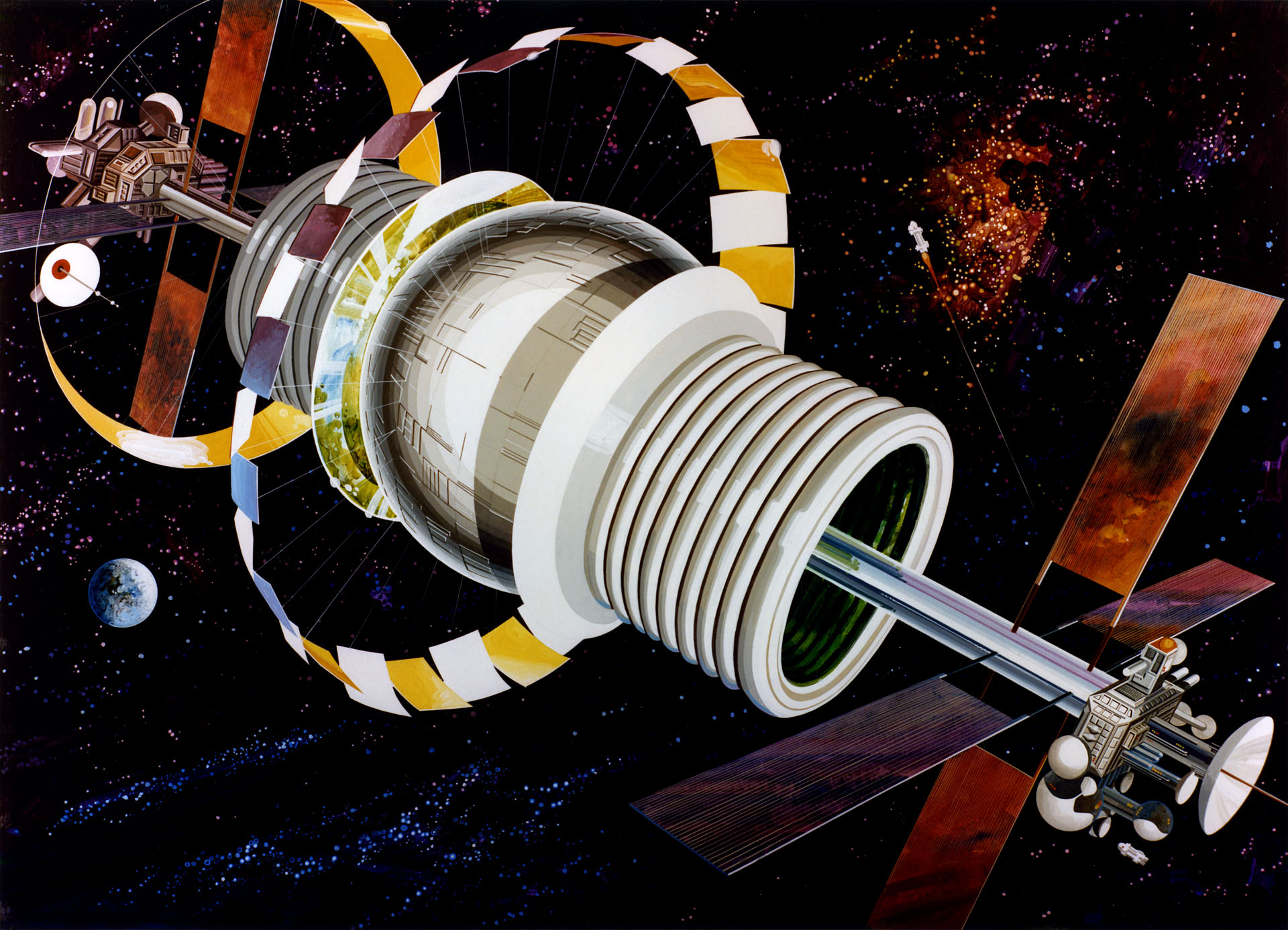
NASA-Entwurf einer Bernal-Sphäre aus den 1970er-Jahren

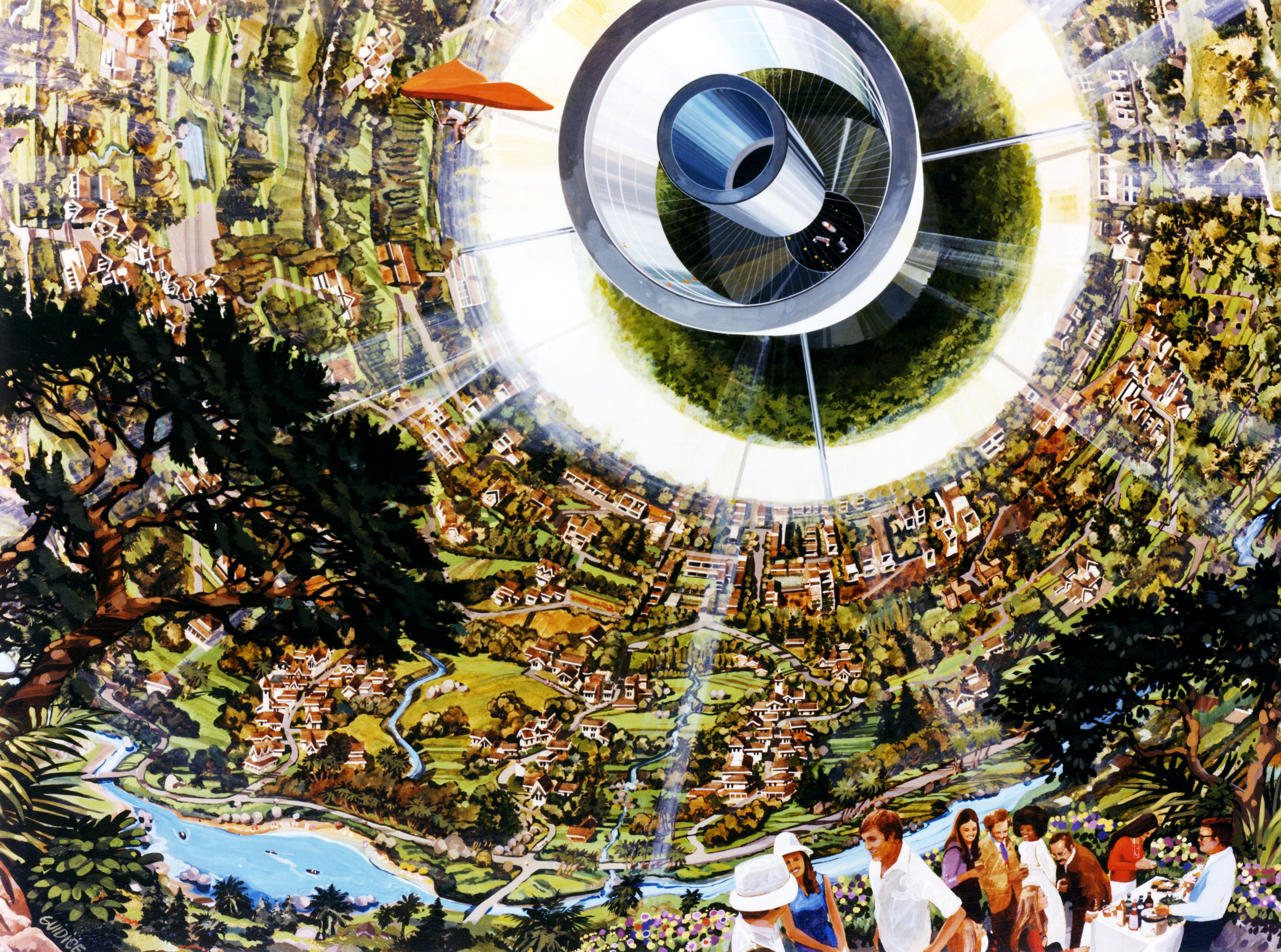
Künstlerische Darstellung des Inneren einer Bernal-Sphäre, NASA, 1970er-Jahre

Die Bernal-Sphäre ist das Modell einer Raumstation, die ihren Bewohnern einen permanenten und langfristigen Lebensraum bieten soll. Sie wurde 1929 vom britischen Physiker John Desmond Bernal vorgestellt und soll einer Bevölkerung von etwa 20.000 bis 30.000 Menschen Platz bieten. Konstrukte mit ähnlichem Zweck sind rotierende Raumstationen, der O’Neill-Zylinder und der Stanford-Torus.

## Ideengeschichte
Der erste Ansatz beschreibt eine zylindrische Hohlkörperkonstruktion mit einem Durchmesser von 16 Kilometern, die von außen liegenden Solarringen umschlossen wird und auf deren Innenseite eine mit Luft gefüllte Biosphäre angelegt ist. Durch schnelle Rotation des Hohlkörpers wird durch die Zentrifugalkraft eine erdähnliche künstliche Schwerkraft an den Innenwänden erzeugt. Zusätzliche Solarmodule fangen Sonnenlicht für Beleuchtung und Energiehaushalt der Kolonie ein.
In späteren Projektentwürfen zur Weltraumkolonisierung, so z. B. in denen von Gerard Kitchen O’Neill und der NASA, wurde auch Bernals Idee unter den Namen Island One und Island Two wieder aufgegriffen.

## Rezeption
Im Babylon-5-Universum ist die namensgebende Raumstation Babylon 5 an eine Bernal-Sphäre angelehnt, ebenso die Medina-Station bei The Expanse.
Die Stationen vom Typ Orbis und Ocellus in dem Computerspiel Elite: Dangerous gleichen Bernal-Sphären mit 2 beziehungsweise 3 km Durchmesser. In ihnen wird durch eine Rotationsperiode von 95 Sekunden eine künstliche Schwerkraft von etwa 0,7 g erzeugt. Die Landepads, Aufbauten, ggf. touristische Attraktionen, wie etwa Gärten, liegen auf der Innenseite. Die Coriolis-Stationen im selben Spiel nutzen das gleiche Rotationsprinzip, gleichen von außen aber einem abgestumpften Würfel.